# Cougar Helicopters
Cougar Helicopters (un'azienda del VIH Aviation Group) è una società di elicotteri commerciali con sede a St. John che serve i giacimenti di petrolio e gas offshore al largo della costa di Terranova. Cougar possiede delle strutture permanenti a St. John's e Halifax. La società è affiliata con Bristow Helicopters che ha una partecipazione finanziaria in Cougar.

## Destinazioni
Cougar Helicopters attualmente serve piattaforme e navi situate al largo di Terranova come:
- Giacimento petrolifero di Hibernia

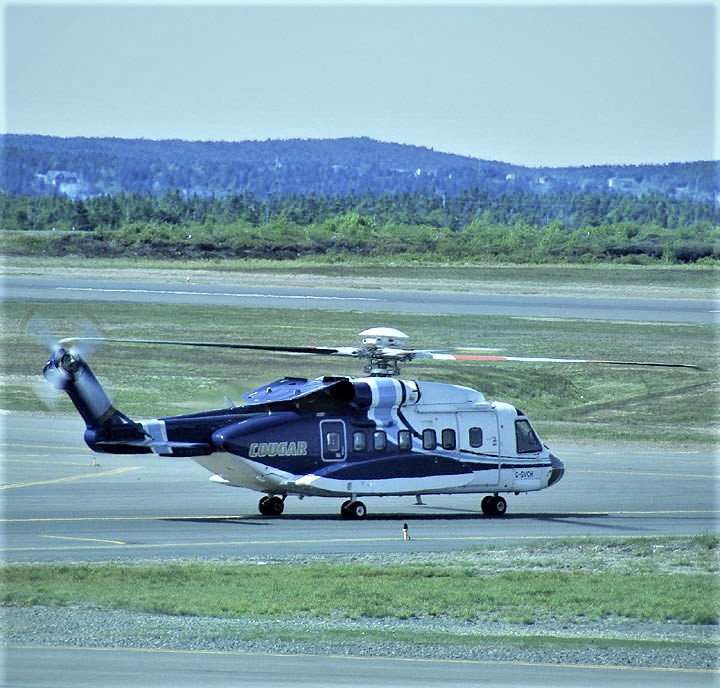
Un Sikorsky della Cougar in partenza da Saint John.

- Giacimento petrolifero Terra Nova
- Giacimento petrolifero White Rose
- Giacimento petrolifero di Hebron-Ben Nevis

## Flotta
A partire da ottobre 2020, Cougar Helicopters gestisce una flotta di dieci Sikorsky S-92A e un Bell 412.

## Incidenti
Il 12 marzo 2009 il volo Cougar Helicopters 91, un Sikorsky S-92 che trasportava 16 passeggeri e 2 membri dell'equipaggio in rotta verso una piattaforma petrolifera al largo della costa di Terranova, affondò in 178 metri d'acqua. 17 delle 18 persone a bordo perdono la vita nello schianto.